# Jacobel Glacier
Jacobel Glacier är en glaciär i Antarktis. Den ligger i Västantarktis. Inget land gör anspråk på området. Jacobel Glacier ligger 277 meter över havet.
Terrängen runt Jacobel Glacier är huvudsakligen platt, men norrut är den kuperad. Terrängen runt Jacobel Glacier sluttar västerut. Trakten är obefolkad. Det finns inga samhällen i närheten.